# Андрієнко Григорій Іванович
Григорій Іванович Андрієнко (24 січня 1887, м. Канів, Київська губернія - дата смерті невідома) український військовий, педагог, поручник артилерії російської армії та Армії УНР.
Відповідно до українського законодавства є борцем за незалежність України у XX столітті.

## Життєпис
Закінчив 3 класи Житомирської духовної семінарії. У 1907 році вступив на службу до дирекції народних шкіл Чернігівщини на посаду помічника секретаря. Тоді ж склав іспит при Чернігівській класичній гімназії на звання учителя повітових шкіл. Працював вчителем у 2-класовій школі, а пізніше став її завідувачем. З 1 вересня 1911 року слухач Глухівського вчительського інституту, який закінчив у 1914 році. 
1 серпня 1914 року був мобілізований до російської армії. 1 травня 1915 року закінчив Чугуївське військове училище. Служив у 79-й артилерійській бригаді. Останній військове звання в російській армії було поручник. 
Після демобілізації працював інспектором 11-ї Київської вищої початкової школи до 1 жовтня 1919 року. Після цього він був мобілізований до армії Денікіна. В її складі був інтернований у Польщі в т. Стшалкова. Звідти перейшов до української армії. Інтернований у т. Олександрова-Куявського. 27 серпня 1922 року, перебуваючи в т. Стшалково подав документи на агрономічно-лісовий відділ УГА Подєбрадив Подєбрадах. Одначе він був не прийнятий «як спізнений». 23 червня 1923 року, перебуваючи в т. Каліша, знову подав документи на той же відділ. І знову не був прийнятий, і знову «як спізнений».
Надалі повернувся до окупованої більшовиками України де був заарештований у м. Глухові 16 жовтня 1930 року. Судовою трійкою при колегії ДПУ УСРР 9 лютого 1931 року Григорій Андрієнко був засуджений за ст. ст. 54-10, 54-13 КК УСРР. Ув'язнений у концтабір на 8 років. Реабілітований 3 липня 1963 року Сумським обласним судом.
Подальша доля невідома. 